# Powstanie sewastopolskie
Powstanie sewastopolskie – zbrojne antyrządowe wystąpienie marynarzy Floty Czarnomorskiej oraz żołnierzy garnizonu sewastopolskiego w dniach 11 listopada?/24 listopada 1905 – 16 listopada?/29 listopada 1905, jeden z epizodów rewolucji 1905–1906 r. w Rosji.

## Tło wydarzeń
Jesienią 1905 r. w rosyjskiej armii i flocie wybuchła fala buntów. Manifest październikowy i fakt, że car Mikołaj II ustąpił przed żądaniami opozycji, wywarł ogromne wrażenie na żołnierzach. Fakt, iż samowładca poszedł na ustępstwa, podważył panującą dotąd w rosyjskiej armii dyscyplinę. W końcu października 1905 r. wybuchł bunt marynarzy Floty Bałtyckiej w Kronsztadzie, stłumiony po jednym dniu zamieszek. Również w końcu października wybuchł bunt marynarzy we Władywostoku.
Rewolucyjne protesty i zamieszki na Krymie trwały od października. W tym też miesiącu sewastopolscy robotnicy przyłączyli się do strajku generalnego. Wśród żołnierzy miejscowego garnizonu aktywni byli agitatorzy partii socjaldemokratycznej (mienszewicy) oraz eserowcy.
Do wybuchu buntu marynarzy w Sewastopolu przyczynił się Piotr Szmidt, dowódca stacjonującego w miejscowym porcie torpedowca. Szmidt przyłączył się do ruchu rewolucyjnego pod wrażeniem październikowego strajku generalnego w Sewastopolu. Szczególnie wstrząsnęła nim śmierć sześciu lub ośmiu uczestników demonstracji 18/31 października 1905 r., zastrzelonych przez wojsko podczas rozpędzania protestu. Szmidt występował na wiecach robotniczych i wygłosił płomienną antyrządową mowę na pogrzebie zabitych demonstrantów. Dowódca Floty Czarnomorskiej wiceadmirał Grigorij Czuchnin nakazał jego aresztowanie, jednak pod naciskiem zrewolucjonizowanej opinii publicznej Szmidt został zwolniony.

## Przebieg buntu
8/21 listopada 1905 r. marynarze krążownika „Oczakow” odmówili wykonywania rozkazów dowódcy okrętu. W mieście trwały protesty, 9/22 listopada strajk szkolny wszczęły uczennice gimnazjum i uczniowie szkoły realnej, na mityngach protestacyjnych gromadzili się żołnierze i marynarze. 11/24 listopada 1905 r. przy udziale agitatorów, związanych z partią socjaldemokratyczną, zbuntowali się żołnierze 49 Brzeskiego pułku piechoty oraz marynarze. Tego samego dnia wiceadmirał Czuchnin zabronił marynarzom udziału w zgromadzeniach publicznych, co wielu z nich zignorowało. Do rozbicia jednego z nielegalnych zgromadzeń wezwano kompanię żołnierzy, którzy oddali strzały do marynarzy. Wydarzenie to stało się przyczyną otwartego buntu we flocie. Marynarze żądali również zwolnienia i ułaskawienia uczestników czerwcowego buntu na pancerniku Potiomkin, który w momencie wybuchu buntu znajdował się – zwrócony Rosji przez władze rumuńskie i przemianowany na pancernik Pantielejmon – w sewastopolskim porcie. Gdy kontradmirał Siergiej Pisariewski wydał rozkaz niewypuszczania nikogo z koszar i strzelania do tych, którzy się nie podporządkują, marynarz Konstantin Pietrow strzelił do niego, zastrzelił też próbującego pomóc rannemu sztabskapitana Awgustina Steina.
Zbuntowani marynarze wydali proklamację, w której wzywali żołnierzy, by nie słuchali „kłamstw oficerów i popów” i by nie strzelali do innych żołnierzy oraz do marynarzy. Do buntu przyłączyło się pierwszego dnia ok. 2000 ludzi – marynarze, żołnierze 49 Brzeskiego pułku piechoty oraz zapasowego pułku artylerii portowej, cywilni robotnicy portowi; do końca powstania liczba uczestników wzrosła do 8000, z czego ok. 2200 we flocie. Wiceadmirał Czuchnin telegrafował do Mikołaja II, że będzie musiał spełnić żądania zrewoltowanych marynarzy lub rozwiązać Flotę Czarnomorską. Uczestnik buntu Iosif Gienkin twierdził we wspomnieniach, że pod wrażeniem buntu Czuchnin był bliski zdemobilizować część marynarzy, podnieść im żołd lub wystarać się o skrócenie czasu służby.
Buntownicy opanowali w pierwszym dniu powstania krążownik „Oczakow” oraz niszczyciel „Swiriepyj”, ostatecznie zaś – ogółem 12 okrętów. Marynarze wezwali Piotra Szmidta, by stanął na czele zbrojnego powstania. Po początkowych wahaniach, przekonany przez członka SDPRR Iwana Woronicyna, który przewodził komitetowi rewolucyjnemu, Szmidt zgodził się. 14/27 listopada 1905 r. (lub według innego źródła – dzień później) wysłał sygnał „Dowodzę flotą” z opanowanego przez buntowników „Oczakowa”. Następnie wysłał telegram do cara, żądając zwołania zgromadzenia przedstawicielskiego i wypowiadając posłuszeństwo carskim ministrom. Na okręcie polecił zawiesić czerwony sztandar i wezwał marynarzy do walki z niesprawiedliwością. Buntownicy domagali się likwidacji zakazów dotyczących marynarzy w służbie: zakazu udawania się w miejsca publiczne, zakazu poruszania się podczas przepustki w ubraniu cywilnym, zakazu zajmowania miejsc siedzących w tramwaju. Chcieli również, by oficerowie nie zwracali się do marynarzy na "ty" i oczekiwali innych zmian poprawiających sytuację marynarzy. Według wspomnień Gienkina artylerzyści, którzy dołączyli do buntu, proponowali aresztowanie oficerów i przejęcie dział, ale marynarze nie zdecydowali się na taki krok. Uczestnicy powstania chaotycznie demonstrowali po mieście, wielu z nich było nieuzbrojonych. W Sewastopolu agitatorzy polityczni starali się pozyskiwać poparcie mieszkańców dla powstania.

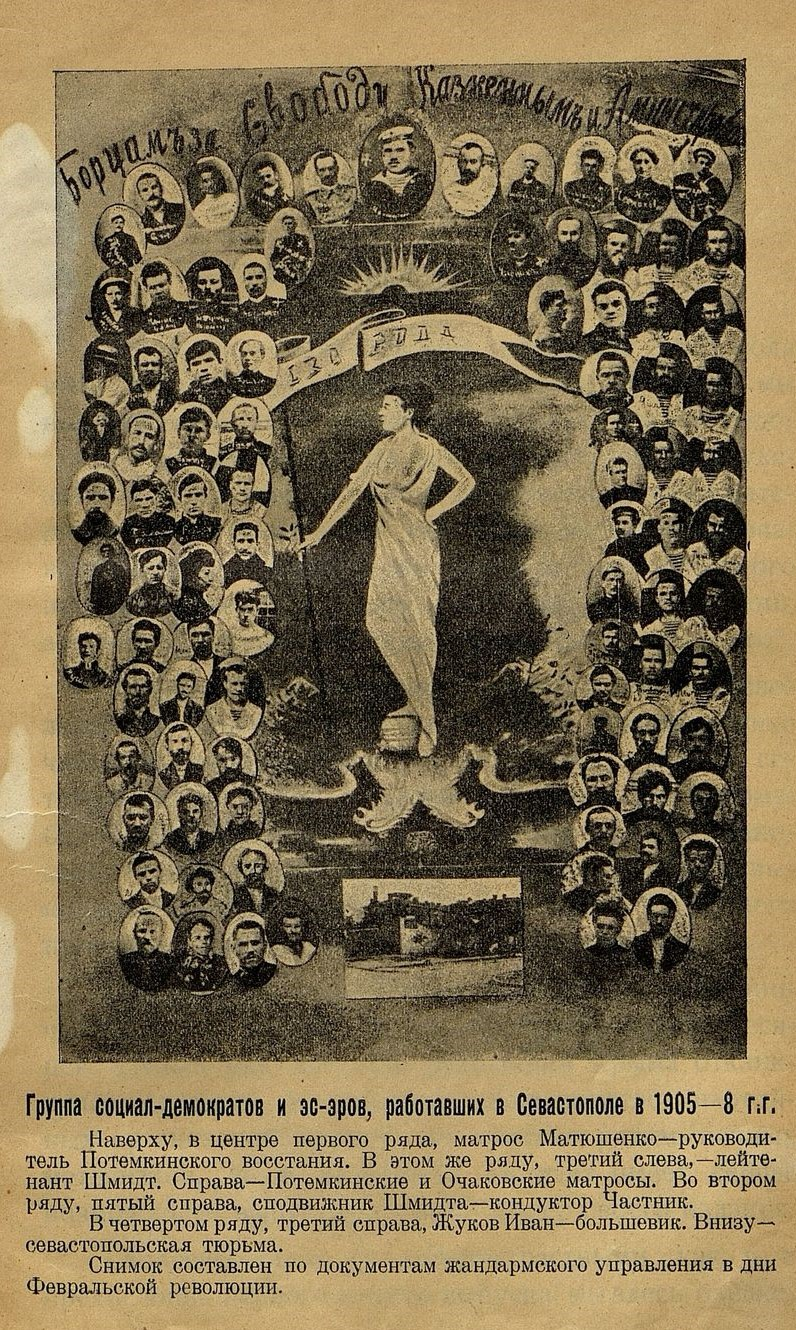
Rewolucjoniści Sewastopola, wydawnictwo radzieckie. Wśród zamieszczonych fotografii – zdjęcia uczestników buntów we Flocie Czarnomorskiej

Szmidt zamierzał przejąć pod swoje dowództwo całą Flotę Czarnomorską i zablokować dostęp do portu w Sewastopolu od morza, jednak większość okrętów (22) i ich załóg oraz żołnierzy stacjonujących w mieście (łącznie ok. 12 tys. ludzi) pozostała wierna władzom. Do Sewastopola skierowano również dodatkowe oddziały z Symferopola, Teodozji i Odessy. Szmidt uwięził na okręcie oficerów „Oczakowa” i groził ich rozstrzelaniem, jeśli jego żądania zostaną zignorowane. Mikołaj II polecił uspokoić sytuację w sposób pokojowy, a w razie niepowodzenia – traktować zbuntowanych marynarzy jak zdrajców. 15/28 listopada wiceadmirał Czuchnin wystosował pod adresem Szmidta ultimatum, żądając bezwarunkowej kapitulacji. Ultimatum zostało zignorowane. Wówczas Czuchnin wydał rozkaz ostrzelania „Oczakowa” przez okręty i artylerię przybrzeżną. Załoga „Oczakowa”, rozumiejąc, że sytuacja buntowników była beznadziejna, nie stawili niemal żadnego oporu. W czasie krótkiego starcia uwięzieni oficerowie zdołali wydostać się z kajut; trzej zostali ranieni przez pilnującego ich marynarza, jeden śmiertelnie. Podczas ostrzału „Oczakowa” zginęło 3 uczestników powstania, a znaczna liczba odniosła ciężkie rany. 16/29 listopada rano bunt na okręcie został stłumiony. Wierne rządowi wojska ostrzelały, a następnie zajęły szturmem również koszary, w których przebywali inni powstańcy.

## Skutki
Przywódcy buntu zostali postawieni przed sądem wojskowym, któremu przewodniczył wiceadmirał Czuchnin. Po jedenastodniowym procesie w Oczakowie Piotr Szmidt został skazany na karę śmierci. Taki sam wyrok usłyszeli marynarze Nikita Antonienko, Aleksandr Gładkow i Siergiej Czastnik. Wszyscy zostali rozstrzelani w marcu 1906 r. na wyspie Berezań. Podczas procesu Szmidt atakował rządy carskie, a jego postawa zdobyła sympatię liberalnej opinii publicznej i prasy relacjonującej rozprawy. Ponad 1600 uczestników powstania zostało aresztowanych, 300 – skazanych na katorgę, 151 marynarzy i żołnierzy skierowano do karnych jednostek, a ponad 1000 buntowników ukarano doraźnie, bez sądu.
W odwecie za stłumienie powstania Organizacja Bojowa Socjalistów Rewolucjonistów postanowiła zabić wiceadmirała Czuchnina. W styczniu 1906 r. do Czuchnina strzelała 20-letnia Jekatierina Izmajłowicz – wiceadmirał został jedynie ciężko ranny. W czerwcu 1906 r. drugi zamachowiec, dawny marynarz Jakow Akimow, zabił Czuchnina na jego daczy pod Sewastopolem.